# Гвадалахарський метрополітен
Гвадалахарський метрополітен (ісп. Tren ligero de Guadalajara) — система ліній легкого метрополітену в місті Гвадалахара, Халіско, Мексика.
В системі використовуються вагони трамвайного типу, що живляться від повітряної контактної мережі.
Ширина колії стандартна.

## Історія
Будівництво тунелю в центрі міста почалося у 1974 році. Через брак коштів побудований тунель  спочатку 
вирішили використовувати для руху тролейбусів, у жовтні 1976 року було відкрито два маршрути тролейбусів з використанням 5 
підземних зупинок. У кінці 1980-х знов повернулися до ідеї легкого метро. Рух тролейбусів у тунелі припинили 7 березня 1988
року, та почали перебудову під потреби метрополітену. Всі станції Лінії 1 відкрилися 1 вересня 1989 року. 6 січня 1992 року почалося 
будівництво Лінії 2, через два з половиною роки 1 липня 1994 відкрилася Лінія 2.

## Лінії
- Лінія 1 — проходить з півночі на південь міста, складається з 19 станцій та 15,5 км. Більша частина лінії наземна у центрі міста 7 підземних станцій та 6,6 км тунелю.
- Лінія 2 — підземна лінія з 10 станцій та 8,8 км. Поєднує східні райони міста з центром.

## Розвиток
У кінці 2014 року почалося будівництво Лінії 3, лінія складатиметься з 18 станцій та 21,4 км (5,3 км під землею та 16,1
на естакаді). Лінія проходитиме з північного заходу на південний схід через центр міста. Відкрити лінію планують у 2018 році.

## Галерея

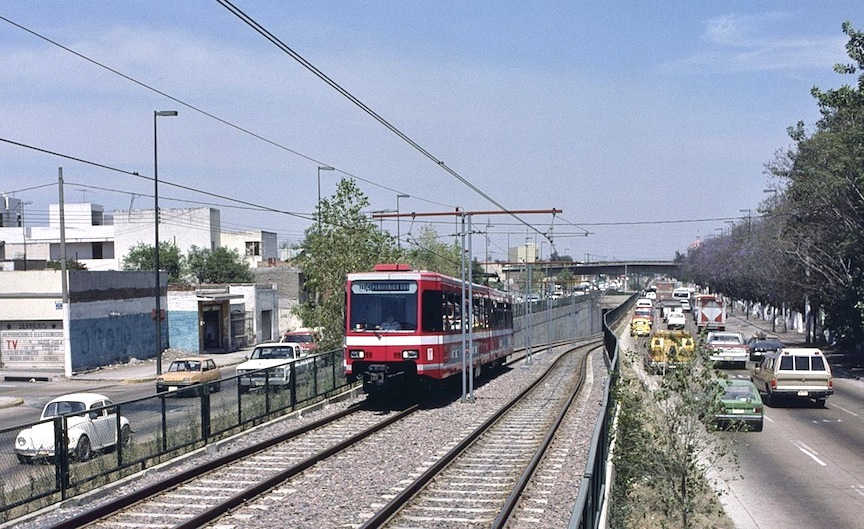
Потяг легкого метро на наземній ділянці
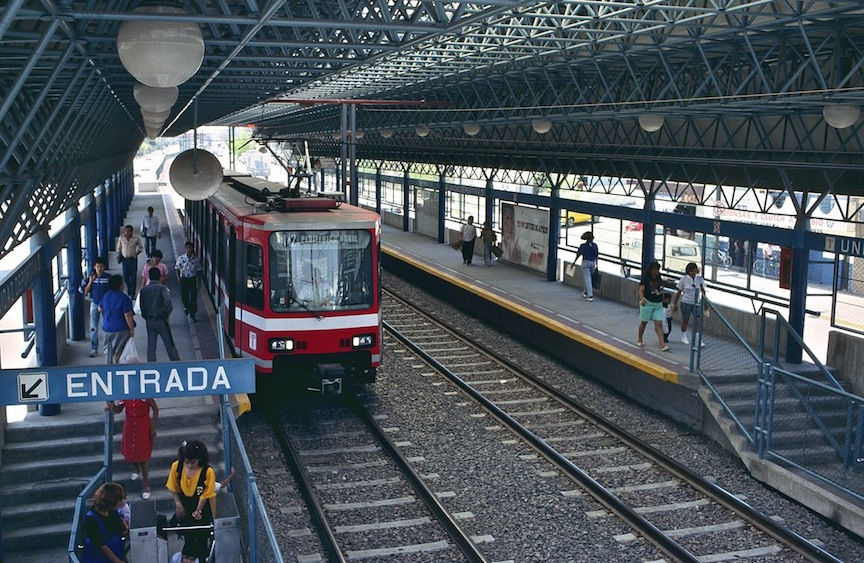
Наземна станція, Лінія 1
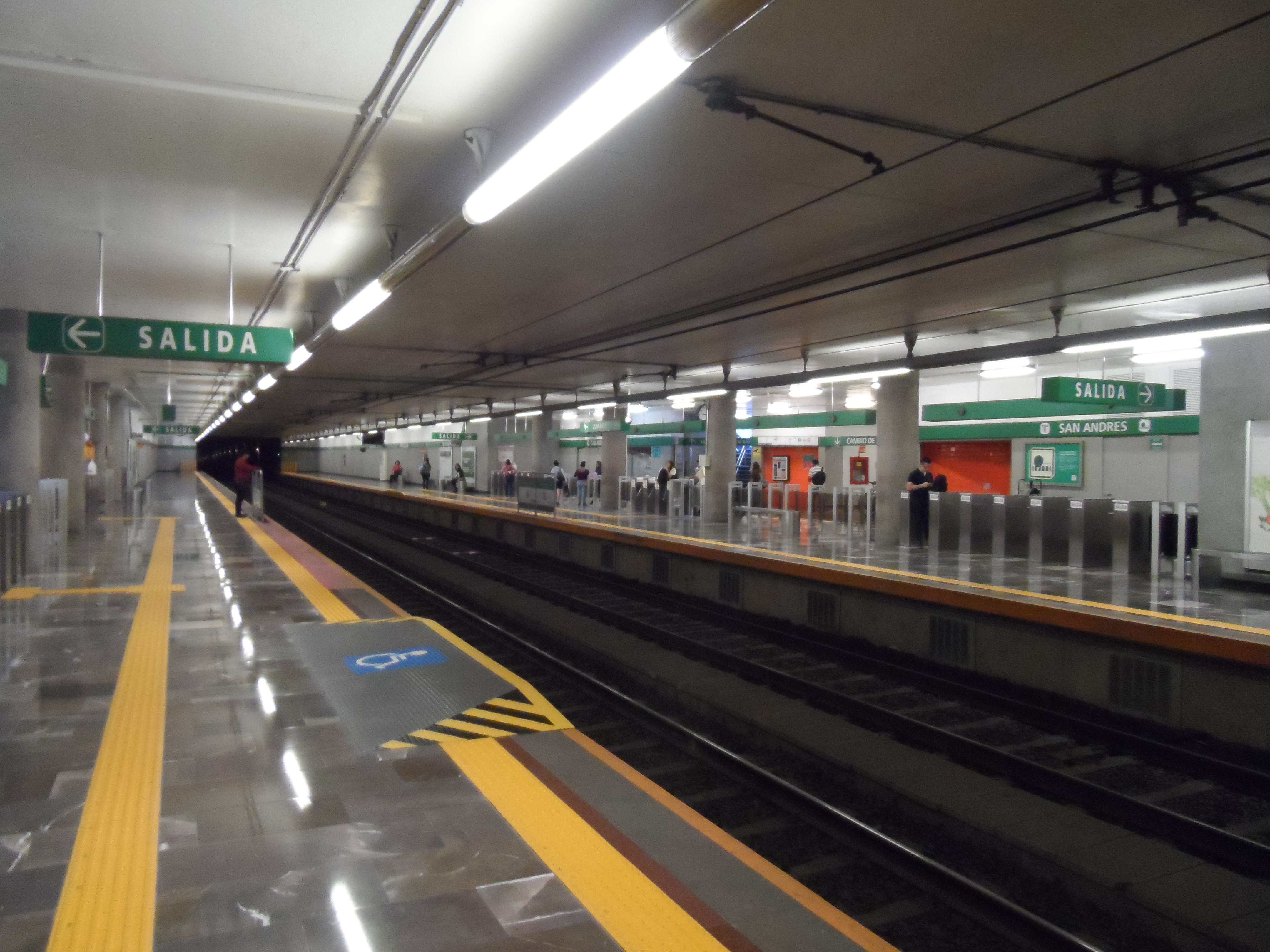
Станція «San Andrés», Лінія 2
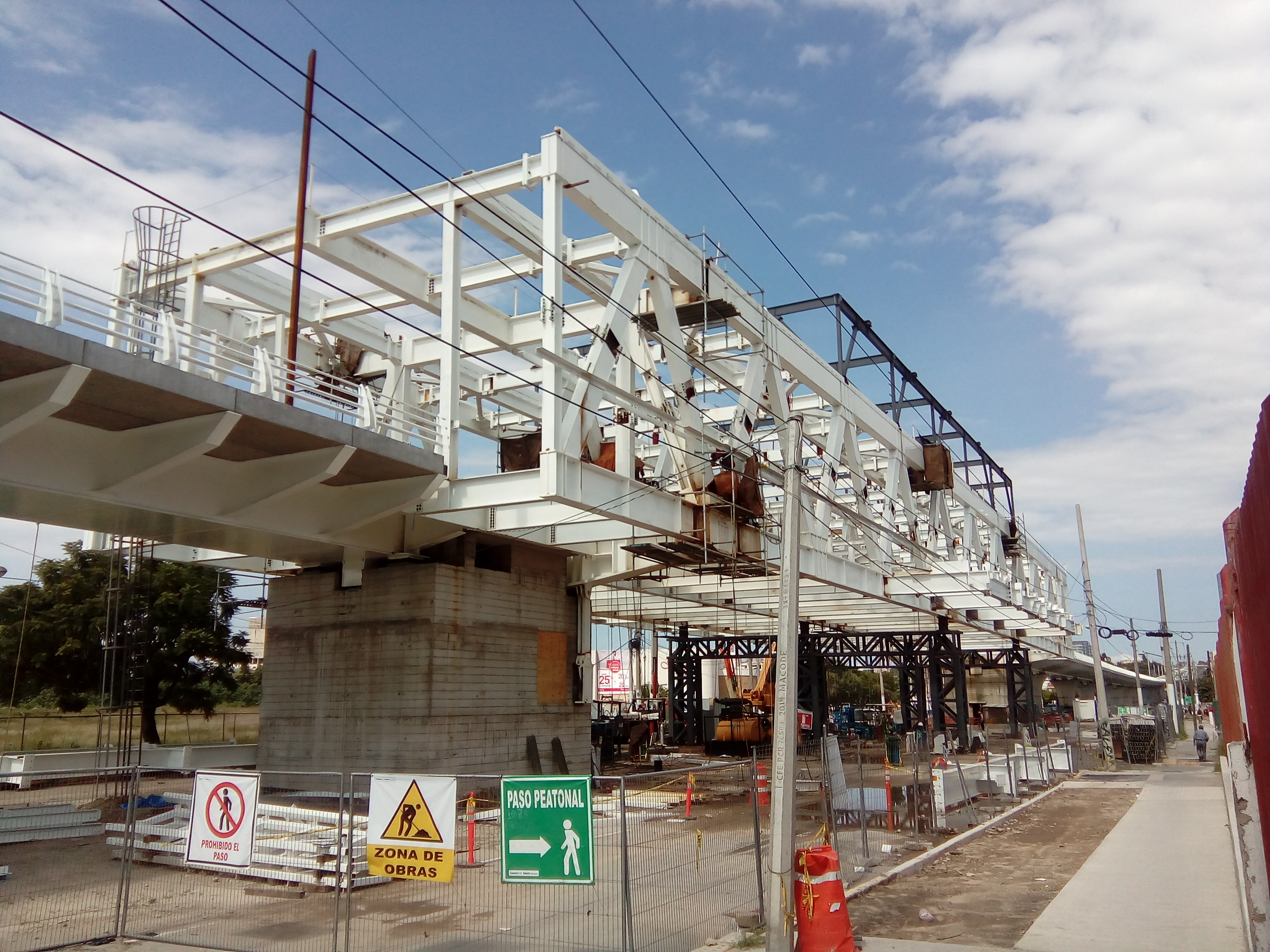
Будівництво естакадної станції «Plaza Patria»,Лінія 3 (2017 рік)